# Wilhelm Otto von Wittich genannt von Hinzmann-Hallmann

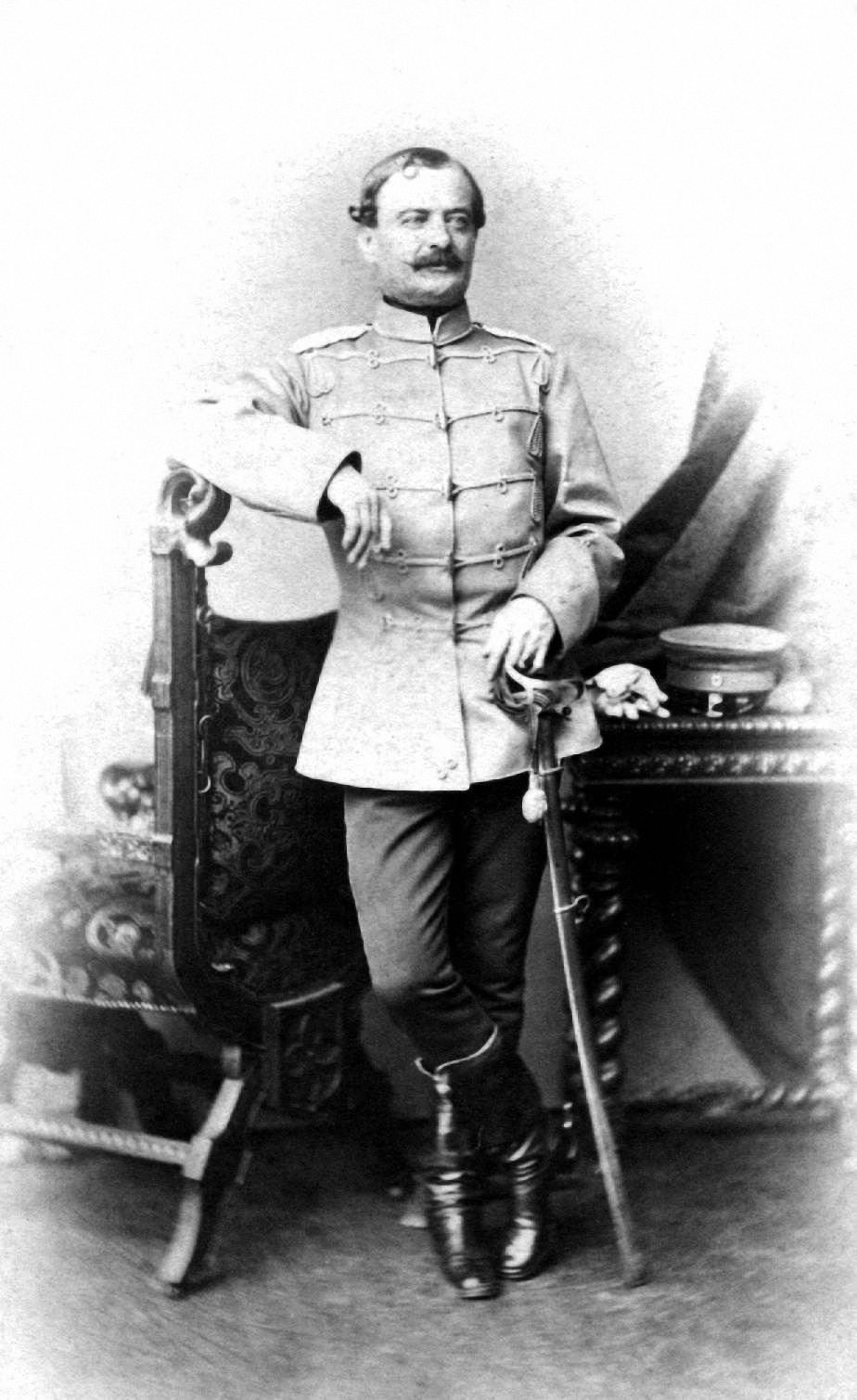
Oberst Otto von Wittich, um 1870

Wilhelm Otto von Wittich genannt von Hinzmann-Hallmann (* 22. April 1815 in Eisenach; † 18. Dezember 1894 in Berlin) war ein preußischer Generalmajor und Kommandeur des 9. Husarenregiments.

## Leben

### Herkunft
Seine Eltern waren in Sachsen-Weimar-Eisenach der Kanzler und Oberkonsistorialdirekor Gustav Wittich (* 25. Oktober 1783; † 21. September 1857) und dessen Ehefrau Anna Maria geb. Gau (* 20. Februar 1785; † 29. Oktober 1842). Das vierte Kind erhielt den Rufnamen Otto sowie nach dessen Urgroßvater Wilhelm Wittich (1723–1786), einem Apotheker aus Gerstungen, auch den Beinamen Wilhelm.

### Werdegang
Otto erhielt seine Schulbildung auf dem Gymnasium in Eisenach. Nach seinem Abschluss ging er am 11. Oktober 1833 als Husar in das 1. Leib-Husarenregiment. Dort wurde er am 11. Mai 1836 zum Portepeefähnrich und am 25. August 1837 zum Seconde-Lieutenant ernannt. Am 28. Januar 1845 wurde er in den preußischen Adelstand erhoben.
Am 22. Juni 1852 stieg Otto zum Premier-Lieutenant auf. Vom 15. Mai 1854 bis zum 1. Oktober 1855 war er als Eskadronführer in das 1. Landwehr-Husarenregiment abkommandiert. Am 4. Dezember 1856 wurde er zum Rittmeister befördert, anschließend kam er vom 7. April 1858 bis zum 1. Mai 1859 als Führer in das 1. Eskadron in das 1. Landwehr-Husarenregiment. Nach seiner Rückkehr wurde Otto am 30. Juni 1859 als Eskadronchef in das 1. Husarenregiment versetzt. Am 25. Juni 1864 zum Major ernannt, kam er am 18. Mai 1866 als etatsmäßiger Stabsoffizier in das 10. Husarenregiment.
Während des Deutschen Krieges kämpfte Otto in den Gefechten bei Gitschin und Preßburg sowie der Schlacht bei Königgrätz. Dafür bekam er am 20. September 1866 den Kronen-Orden 3. Klasse mit Schwertern.
Otto kam am 14. Januar 1868 als Kommandeur in das 9. Husarenregiment. Dort wurde er am 22. März 1868 zum Oberstleutnant und am 26. Juli 1870 zum Oberst befördert. Während des Deutsch-Französischen Krieges kämpfte er bei Spichern und Mars-La-Tour. Bei Gravelotte erwarb er das Eiserne Kreuz 2. Klasse. Ferner kämpfte er bei Amiens, an der Hallue, Bapaume und St. Quentin sowie der Belagerung von Metz. Dafür erhielt er am 6. Januar 1871 das Eiserne Kreuz 1. Klasse.
Nach dem Krieg wurde er am 10. Januar 1874 mit dem Charakter als Generalmajor ausgezeichnet und mit Pension zur Disposition gestellt. Er starb am 18. Dezember 1894 in Berlin als Ehrenritter des Johanniter-Ordens.

### Familie
Wittich heiratete am 8. September 1841 in Danzig Luise Elisabeth Wilhelmine Friederike Auguste Anna Dorothea Hinzmann von Hallmann (* 3. Mai 1821; † 1. Januar 1911). Das Paar hatte mehrere Kinder:
- Adele Maximiliane Luise Sophie Cäcilie Leontine Helene Charlotte (* 18. Oktober 1842) ⚭ Friedrich Wilhelm von Hollink (* 8. Februar 1843), Oberst a. D.[4]
- Maximiliane Adelaide Pauline Charlotte Helene Elisabeth Maria (* 29. Dezember 1845)
- Max (* 17. September 1847; † 29. Dezember 1878), Leutnant a. D.